# 云南虫谷
《云南虫谷》，又名《鬼吹灯之云南虫谷》，由企鹅影视、梦想者电影、7印象文化传媒联合出品，是改编自天下霸唱小说《鬼吹灯》系列小说，鬼吹燈網路劇系列之一。讲述胡八一、shirley杨和王胖子等人在云南虫谷一带古滇国献王墓中寻找雮尘珠的故事。由费振翔任导演，潘粤明、张雨绮、姜超主演。本劇於2021年8月30日在中国大陸腾讯视频及台灣地区WeTV獨家首播。

## 播出时间
| 频道     | 所在地   | 播出日期      | 备注 |
| -------- | -------- | ------------- | ---- |
| 腾讯视频 | 中国大陆 | 2021年8月30日 |      |
| WeTV     | 臺灣     | 2021年8月30日 |      |

## 演员列表

### 主要角色
| 演员   | 角色      | 介绍                                                                                                  |
| 潘粤明 | 胡八一    | 綽號：胡爺、老胡、胡司令。 1950年8月1日出生，O型血，身高180，體重78公斤，喜歡Shirley楊、崇拜毛主席。  |
| 张雨绮 | Shirley楊 | 綽號：楊小姐、楊參謀長。 美籍華人，國家地理雜誌的攝影師，豪爽大方，膽大心細，長相出眾，家中財產豐厚。 |
| 姜超   | 王胖子    | 綽號：王胖子、小胖、王司令。 1951年出生，B型血，身高185，體重100多公斤，弱點有恐高症。                |

### 其他角色
| 演员   | 角色   | 介绍 |
| 湯志偉 | 客串   |      |
| 李晨   | 张嬴川 |      |
| 王奎荣 | 陈瞎子 |      |

## 電視劇歌曲
| 曲序 | 曲目           |              | 作曲   | 编曲 | 演唱   |
| ---- | -------------- | ------------ | ------ | ---- | ------ |
| 1.   | 不侵（片尾曲） | 尹姝贻，宋阳 | 尹姝贻 | 宋阳 | 王琳凱 |

## 外部衔接
- 本剧介绍（豆瓣） （页面存档备份，存于）
- 观看地址（腾讯视频） （页面存档备份，存于）

- 观看地址（WeTV） （页面存档备份，存于）